# Rigidalstock
Rigidalstock är en bergstopp i Schweiz.   Den ligger i kantonen Obwalden, i den centrala delen av landet, 70 km öster om huvudstaden Bern. Toppen på Rigidalstock är 2 593 meter över havet, eller 277 meter över den omgivande terrängen. Bredden vid basen är 1,8 km.
Terrängen runt Rigidalstock är huvudsakligen mycket bergig. Närmaste större samhälle är Engelberg, 3,7 km söder om Rigidalstock. 
I omgivningarna runt Rigidalstock växer i huvudsak blandskog. Runt Rigidalstock är det ganska glesbefolkat, med 32 invånare per kvadratkilometer.